# Петре Пирузе
Петър Сотиров Пирузев – Майски (на македонска литературна норма: Петре Пирузе) е югославски комунистически партизанин и политик. Пирузе е с арумънски произход, а по професия е адвокат. Активно поддържа идеята за обединение на Македония с цел създаване на независима македонска държава.

## Биография
Петре Пирузе е роден през 1907 година в Охрид, тогава в Османската империя. През 1930 година замива да следва право в Белград, където се запалва от левите идеи. След завършване на висшето си образование през 1936 г. става стажант-адвокат при Илия Коцарев в Охрид. Става член на МАНАПО. Мобилизиран е през Априлската война - 1941 г. След войната Завежда Околийския комитет на ЮКП в Охрид, начело заедно с Петър Серафимов и Кирил Размов. Изпратеният от Тито, Лазар Колишевски се среща с тях и ги критикува за бездействието им срещу българските окупационни власти. Скоро след това те са разкрити и арестувани от българската полиция.
На съдебен процес в Охрид, през ноември 1941 г. български военен съд осъжда задочно Пирузе на смърт чрез обесване, но той е помилван и присъдата му е заменена със затвор, вследствие на ходатайство от страна на кмета Илия Коцарев. Член е на Инициативния комитет за свикване на АСНОМ и делегат на първото заседание на АСНОМ. По време на войната, той се издига между най-високите военно-политически ръководители на комунистическото движение във Вардарска Македония и ръководи партизански комунистически отряд в околността на Дебърца, останала под италиано-албанска власт. Командир е на Втора оперативна зона на НОВ и ПОМ. Веднага след войната Пирузе е член на първото македонско правителство.
След разрива между Тито и Сталин през 1948 година, много от интелектуалците в Македония и другите републики на Югославия са гонени, като агенти на Сталин. Тогава е осъждан и Петре Пирузе, който лежи в Голи Оток. Впоследствие частично е реабилитиран.
- Пирузе, като командант на II оперативна зона, говори в село Велмей, Дебърца, 1944 г.
- Паметна плоча на членовете на комунистическата съпротива пред сградата в Охрид, където е проведен съдебният процес. Плочата на три пъти е разрушавана – през 1992, 2004 и 2007 година[5]
- Бюст в Охрид